# Torneo Anual 2024 de Primera División (Liga Chacarera)
El Torneo Anual Clasificatorio 2024 de Primera División, organizado por la Liga Chacarera de Fútbol, fue el primer torneo de la temporada 2024 en dicha categoría. Inició el 15 de marzo y finalizó el 28 de septiembre.
Lo disputaron los once equipos pertenecientes a dicha división. El campeón obtuvo la clasificación al Torneo Regional Federal Amateur.
Los nuevos equipos participantes fueron los dos equipos ascendidos de la Primera B 2023: el campeón del Anual, Independiente de San Antonio, que regresó tras una única temporada en la segunda división, y La Estación de Miraflores, ganador del Petit Torneo, que regresará a la máxima categoría después de haberlo hecho por última vez en la temporada 2018.
El sorteo del fixture, el formato y el reglamento de la competición se llevó a cabo el día lunes 4 de marzo.
El 3 de abril, el Club La Estación de Miraflores envió una nota a la Liga Chacarera solicitando una "licencia deportiva", debido a que la institución está atravesando por un duro momento económico y no están en condiciones de seguir jugando en ninguna categoría. 
Finalmente el Consejo Directivo de la Liga realizó una reunión extraordinaria en la cual determinaron otorgarle un permiso especial hasta el 31 de diciembre de 2024, en dónde el elenco recientemente ascendido no participará en lo que resta del Torneo Anual y tampoco lo hará en el Clausura. Este hecho también determina que La Estación pierda la categoría, comenzando la temporada 2025 en el ascenso, en caso de seguir participando.
El Club Sportivo Villa Dolores, dirigido por Gabriel Rodríguez, se coronó campeón y obtuvo la primera plaza al Torneo Regional Federal Amateur 2024-25.
El 28 de septiembre, en el Estadio Bicentenario, el Club Atlético San Martín se quedó con el Petit Torneo tras vencer 2 a 1 al Deportivo La Merced y de esta manera se quedó con la plaza restante al Federal Amateur.

## Formato
Los 11 equipos jugaron 20 partidos cada uno a lo largo de 22 fechas, en dos ruedas de 11 fechas, bajo el sistema de todos contra todos. En este torneo se usará el sistema de puntos, de acuerdo a la reglamentación de la Internacional F. A. Board, asignándose tres puntos al equipo que resulte ganador, un punto a cada uno en caso de empate y cero puntos al perdedor.
Tras la renuncia de La Estación de Miraflores, se determinó que los equipos que debían enfrentar a dicho club desde la fecha 3 hasta la fecha 11, se les otorgará los 3 puntos con resultado a favor de 1-0. Mientras que desde la fecha 12 hasta la finalización del torneo (segunda rueda de la competencia), quedarán dos equipos libres por fecha, ya que se elimina a la institución capayense tanto del fixture, como de la tabla conjunta y de promedios.
El equipo que se ubique en el 1.º puesto de la Tabla de Posiciones, se consagrará campeón y obtendrá la plaza al Torneo Regional Federal Amateur 2024-25.
Criterio de desempate en igualdad de puntos
En caso de igualdad de puntos para cualquier puesto durante la competición entre dos o más equipos, se utilizarán los siguientes criterios de desempate, en el siguiente orden:
1. Puntos en partidos directos.
2. Diferencia de goles en partidos directos.
3. Diferencia de goles.
4. Mayor cantidad de goles a favor.
5. Sorteo.

Petit Torneo
En la reunión de presidentes del día 19 de agosto, el presidente Lucas Cisternas manifestó que a través de una gestión realizada en el Consejo Federal, la Liga Chacarera tendrá una segunda plaza al Torneo Regional Federal Amateur 2024-25. Ante esta noticia, el Consejo Directivo dispuso que la nueva plaza sea determinada a través del Petit Torneo.
Lo jugarán los equipos ubicados del 2.º al 5.º puesto de la tabla de posiciones.
El mismo se desarrollará mediante el sistema de eliminación directa, a un solo partido. En caso de persistir la igualdad en los 90' de juego, se definirá mediante tiros desde el punto penal.
El equipo ganador se adjudicará la segunda plaza para participar en el Torneo Regional Federal Amateur 2024-25.
Descensos
Al inicio de la temporada estaba estipulado que hubieran dos descensos, uno para el equipo ubicado en la última posición de la tabla conjunta (sumatoria de los torneos 2024) y otro para el equipo ubicado en la última posición de la tabla de promedios.
En la reunión del 14 de octubre, se determinó quitar un descenso debido a que El Auténtico dejará de ser parte de la Liga a partir del próximo año y que de esta manera la Primera División A tenga 10 equipos participantes. Finalmente descenderá el equipo que se ubique en la última posición de la tabla conjunta.

## Ascensos y descensos
| Pos.       | Descendidos de la Primera División 2023 |
| ---------- | --------------------------------------- |
| 10.º Prom. | Ateneo Mariano Moreno                   |
| 11.º Pos.  | Las Pirquitas                           |

| Pos.          | Ascendido de la Primera B 2023 |
| ------------- | ------------------------------ |
| Campeón Anual | Independiente (San Antonio)    |
| Ganador Petit | La Estación (Miraflores)       |

## Equipos participantes
| Nombre del club                                | Ciudad                              | Departamento        | Fundación                |
| ---------------------------------------------- | ----------------------------------- | ------------------- | ------------------------ |
| Club Deportivo Coronel Daza                    | Banda de Varela                     | Capital             | 12 de octubre de 1930    |
| Club Defensores de Esquiú                      | San José de Piedra Blanca           | Fray Mamerto Esquiú | 27 de noviembre de 1943  |
| Club Social y Deportivo La Merced              | La Merced                           | Paclín              | 25 de mayo de 1936       |
| Club Social, Cultural y Deportivo El Auténtico | San Fernando del Valle de Catamarca | Capital             | 29 de septiembre de 1993 |
| Club Atlético Independiente                    | San Antonio                         | Fray Mamerto Esquiú | 27 de enero de 1950      |
| Club Social, Cultural y Deportivo La Estación  | Miraflores                          | Capayán             | 11 de mayo de 2010       |
| Club Sportivo Los Sureños                      | Pozo El Mistol                      | Valle Viejo         | 5 de junio de 1959       |
| Club Obreros de San Isidro                     | San Isidro                          | Valle Viejo         | 6 de octubre de 1932     |
| Club Atlético San Martín                       | El Bañado                           | Valle Viejo         | 3 de abril de 1942       |
| Club Sportivo Social Rojas                     | Santa Rosa                          | Valle Viejo         | 25 de junio de 1933      |
| Club Sportivo Villa Dolores                    | Villa Dolores                       | Valle Viejo         | 18 de junio de 1933      |

### Distribución geográfica de los equipos
| Departamento        | Cant. | Equipos                                                                                      |
| ------------------- | ----- | -------------------------------------------------------------------------------------------- |
| Valle Viejo         | 5     | Los Sureños, Obreros de San Isidro, San Martín (El Bañado), Social Rojas y Sp. Villa Dolores |
| Fray Mamerto Esquiú | 2     | Defensores de Esquiú e Independiente (San Antonio)                                           |
| Capital             | 2     | Coronel Daza y El Auténtico                                                                  |
| Capayán             | 1     | La Estación (Miraflores)                                                                     |
| Paclín              | 1     | Deportivo La Merced                                                                          |

## Estadios
| | | | |
| | | | |
| Estadio Primo Antonio Prevedello Ciudad: San Isidro Capacidad: 6 000 espectadores Propietario: Liga Chacarera de Fútbol | Estadio Jorge César Vargas Ciudad: Banda de Varela Capacidad: 1 500 espectadores Propietario: Club Deportivo Coronel Daza | Estadio Diego Armando Maradona Ciudad: La Merced Capacidad: 1 000 espectadores Propietario: Club Social y Deportivo La Merced | Estadio Defensores de Esquiú Ciudad: San José de Piedra Blanca Capacidad: 800 espectadores Propietario: Club Defensores de Esquiú |

## Competición

### Tabla de posiciones
| Pos. | Equipo                      | Pts. | PJ | PG | PE | PP | GF | GC | Dif. |
| ---- | --------------------------- | ---- | -- | -- | -- | -- | -- | -- | ---- |
| 1.º  | Sportivo Villa Dolores      | 41   | 19 | 13 | 2  | 4  | 39 | 17 | 22   |
| 2.º  | San Martín (El Bañado)      | 41   | 19 | 12 | 5  | 2  | 30 | 13 | 17   |
| 3.º  | Defensores de Esquiú        | 31   | 19 | 9  | 4  | 6  | 22 | 19 | 3    |
| 4.º  | Deportivo La Merced         | 29   | 19 | 8  | 5  | 6  | 36 | 28 | 8    |
| 5.º  | Social Rojas                | 28   | 19 | 7  | 7  | 5  | 25 | 19 | 6    |
| 6.º  | El Auténtico                | 28   | 19 | 7  | 7  | 5  | 21 | 22 | −1   |
| 7.º  | Coronel Daza                | 27   | 19 | 7  | 6  | 6  | 25 | 22 | 3    |
| 8.º  | Independiente (San Antonio) | 24   | 19 | 7  | 3  | 9  | 23 | 33 | −10  |
| 9.º  | Obreros de San Isidro       | 18   | 19 | 3  | 9  | 7  | 20 | 23 | −3   |
| 10.º | Los Sureños                 | 8    | 19 | 2  | 2  | 15 | 11 | 42 | −31  |
| 11.º | La Estación (Miraflores)    | 0    | 10 | 0  | 0  | 10 | 2  | 16 | −14  |

|  | Campeón. Clasificado al Torneo Regional Federal Amateur 2024-25.                               |
|  | Clasificados al Petit Torneo                                                                   |
|  | Retirado de la competencia por licencia deportiva. Iniciará la temporada 2025 en la Primera B. |

|  |

#### Evolución de las posiciones

##### Primera rueda
| Equipo / Fecha         | 1  | 2  | 3  | 4  | 5  | 6  | 7  | 8  | 9  | 10 | 11 |
| ---------------------- | -- | -- | -- | -- | -- | -- | -- | -- | -- | -- | -- |
| Coronel Daza           | 8  | 5  | 9  | 8  | 8  | 6  | 6  | 5  | 5  | 6  | 6  |
| Defensores de Esquiú   | 3  | 5  | 4  | 2  | 3  | 4  | 3  | 3  | 4  | 4  | 5  |
| Deportivo La Merced    | 6  | 9  | 8  | 5  | 6  | 8  | 8  | 8  | 7  | 5  | 4  |
| El Auténtico           | 3  | 2  | 1  | 1  | 1  | 1  | 1  | 1  | 2  | 3  | 3  |
| Independiente (SA)     | 8  | 7  | 5  | 9  | 9  | 9  | 9  | 9  | 9  | 9  | 7  |
| La Estación (M)        | 11 | 11 | 11 | 10 | 11 | 11 | 11 | 11 | 11 | 11 | 11 |
| Los Sureños            | 10 | 10 | 10 | 11 | 10 | 10 | 10 | 10 | 10 | 10 | 10 |
| Obreros de San Isidro  | 2  | 1  | 2  | 3  | 4  | 2  | 4  | 6  | 6  | 7  | 8  |
| San Martín (EB)        | 7  | 4  | 3  | 4  | 2  | 5  | 5  | 4  | 1  | 2  | 2  |
| Social Rojas           | 5  | 7  | 5  | 6  | 7  | 7  | 7  | 7  | 8  | 8  | 9  |
| Sportivo Villa Dolores | 1  | 3  | 7  | 7  | 5  | 3  | 2  | 2  | 3  | 1  | 1  |

     Equipo libre de la fecha.
|  |

##### Segunda rueda
| Equipo / Fecha         | 12 | 13 | 14 | 15 | 16 | 17 | 18 | 19 | 20 | 21 | 22 |
| ---------------------- | -- | -- | -- | -- | -- | -- | -- | -- | -- | -- | -- |
| Coronel Daza           | 5  | 7  | 8  | 8  | 8  | 8  | 7  | 5  | 4  | 6  | 7  |
| Defensores de Esquiú   | 7  | 5  | 5  | 4  | 5  | 7  | 6  | 4  | 7  | 5  | 3  |
| Deportivo La Merced    | 4  | 6  | 7  | 7  | 7  | 5  | 5  | 7  | 6  | 3  | 4  |
| El Auténtico           | 3  | 3  | 3  | 3  | 4  | 4  | 4  | 6  | 5  | 7  | 6  |
| Independiente (SA)     | 6  | 4  | 5  | 6  | 6  | 6  | 8  | 8  | 8  | 8  | 8  |
| Los Sureños            | 10 | 10 | 10 | 10 | 10 | 10 | 10 | 10 | 10 | 10 | 10 |
| Obreros de San Isidro  | 8  | 9  | 9  | 9  | 9  | 9  | 9  | 9  | 9  | 9  | 9  |
| San Martín (EB)        | 1  | 1  | 1  | 1  | 1  | 1  | 2  | 2  | 1  | 2  | 2  |
| Social Rojas           | 9  | 8  | 6  | 5  | 3  | 3  | 3  | 3  | 3  | 4  | 5  |
| Sportivo Villa Dolores | 2  | 2  | 2  | 2  | 2  | 2  | 1  | 1  | 2  | 1  | 1  |

     Equipos libres de la fecha.
| 1. |

#### Tabla de resultados cruzados
| Local \ Visitante           | CDA | DEF | DLM | EAU | IND | LEM | LSU | OSI | SMA | SRO | SVD |
| --------------------------- | --- | --- | --- | --- | --- | --- | --- | --- | --- | --- | --- |
| Coronel Daza                |     | 0–2 | 1–4 | 1–1 | 0–0 |     | 2–1 | 1–1 | 0–1 | 1–1 | 1–2 |
| Defensores de Esquiú        | 0–2 |     | 1–0 | 1–3 | 1–2 |     | 4–0 | 1–0 | 1–1 | 0–0 | 3–2 |
| Deportivo La Merced         | 3–2 | 1–2 |     | 1–2 | 3–3 |     | 3–1 | 3–1 | 2–3 | 3–3 | 2–0 |
| El Auténtico                | 2–2 | 1–0 | 1–1 |     | 2–0 | 1–0 | 1–0 | 1–1 | 0–0 | 0–0 | 0–2 |
| Independiente (San Antonio) | 0–2 | 0–1 | 0–3 | 3–1 |     |     | 2–1 | 1–0 | 2–4 | 1–2 | 0–3 |
| La Estación (Miraflores)    | 1–3 | 0–1 | 0–1 |     | 0–1 |     | 0–1 |     | 0–1 |     |     |
| Los Sureños                 | 1–4 | 0–1 | 1–0 | 1–3 | 0–3 |     |     | 0–3 | 0–2 | 0–3 | 0–4 |
| Obreros de San Isidro       | 0–1 | 1–1 | 2–2 | 1–1 | 2–3 | 1–0 | 1–1 |     | 0–2 | 2–0 | 1–1 |
| San Martín (El Bañado)      | 0–0 | 1–1 | 3–1 | 2–0 | 3–1 |     | 2–0 | 1–1 |     | 2–1 | 0–1 |
| Social Rojas                | 0–1 | 3–0 | 1–1 | 5–1 | 1–1 | 1–0 | 1–1 | 1–0 | 2–1 |     | 0–2 |
| Sportivo Villa Dolores      | 2–1 | 2–1 | 1–2 | 1–0 | 4–0 | 5–1 | 3–2 | 2–2 | 0–1 | 2–0 |     |

### Resultados

#### Primera rueda
| Fecha 1                           | Fecha 1   | Fecha 1                     | Fecha 1                  | Fecha 1     | Fecha 1 |
| Local                             | Resultado | Visita                      | Estadio                  | Fecha       | Hora    |
| --------------------------------- | --------- | --------------------------- | ------------------------ | ----------- | ------- |
| Sportivo Villa Dolores            | 5 - 1     | La Estación (Miraflores)    | Primo Antonio Prevedello | 15 de marzo | 17:00   |
| Coronel Daza                      | 0 - 2     | Defensores de Esquiú        | Jorge César Vargas       | 17 de marzo | 17:00   |
| Social Rojas                      | 2 - 1     | San Martín (El Bañado)      | Primo Antonio Prevedello | 17 de marzo | 17:00   |
| Los Sureños                       | 0 - 3     | Obreros de San Isidro       | Primo Antonio Prevedello | 20 de marzo | 15:00   |
| El Auténtico                      | 2 - 0     | Independiente (San Antonio) | Primo Antonio Prevedello | 20 de marzo | 17:00   |
| Equipo libre: Deportivo La Merced |           |                             |                          |             |         |

| Fecha 2                              | Fecha 2   | Fecha 2             | Fecha 2                  | Fecha 2     | Fecha 2 |
| Local                                | Resultado | Visita              | Estadio                  | Fecha       | Hora    |
| ------------------------------------ | --------- | ------------------- | ------------------------ | ----------- | ------- |
| San Martín (El Bañado)               | 3 - 1     | Deportivo La Merced | Primo Antonio Prevedello | 22 de marzo | 17:00   |
| La Estación (Miraflores)             | 1 - 3     | Coronel Daza        | Primo Antonio Prevedello | 24 de marzo | 17:00   |
| Defensores de Esquiú                 | 1 - 3     | El Auténtico        | Defensores de Esquiú     | 24 de marzo | 17:00   |
| Obreros de San Isidro                | 2 - 0     | Social Rojas        | Primo Antonio Prevedello | 27 de marzo | 15:00   |
| Independiente (San Antonio)          | 2 - 1     | Los Sureños         | Primo Antonio Prevedello | 27 de marzo | 17:30   |
| Equipo libre: Sportivo Villa Dolores |           |                     |                          |             |         |

| Fecha 3                    | Fecha 3   | Fecha 3                     | Fecha 3                  | Fecha 3    | Fecha 3   |
| Local                      | Resultado | Visita                      | Estadio                  | Fecha      | Hora      |
| -------------------------- | --------- | --------------------------- | ------------------------ | ---------- | --------- |
| La Estación (Miraflores)   | 0 - 1     | Defensores de Esquiú        | Cancelado                | Cancelado  | Cancelado |
| Deportivo La Merced        | 3 - 1     | Obreros de San Isidro       | Diego Armando Maradona   | 6 de abril | 16:00     |
| Social Rojas               | 1 - 1     | Independiente (San Antonio) | Primo Antonio Prevedello | 6 de abril | 16:45     |
| Los Sureños                | 1 - 3     | El Auténtico                | Primo Antonio Prevedello | 7 de abril | 14:45     |
| Sportivo Villa Dolores     | 0 - 1     | San Martín (El Bañado)      | Primo Antonio Prevedello | 7 de abril | 16:45     |
| Equipo libre: Coronel Daza |           |                             |                          |            |           |

| Fecha 4                                | Fecha 4   | Fecha 4                | Fecha 4                  | Fecha 4     | Fecha 4 |
| Local                                  | Resultado | Visita                 | Estadio                  | Fecha       | Hora    |
| -------------------------------------- | --------- | ---------------------- | ------------------------ | ----------- | ------- |
| Independiente (San Antonio)            | 0 - 3     | Deportivo La Merced    | Primo Antonio Prevedello | 11 de abril | 16:45   |
| El Auténtico                           | 0 - 0     | Social Rojas           | Jorge César Vargas       | 12 de abril | 16:30   |
| Obreros de San Isidro                  | 1 - 1     | Sportivo Villa Dolores | Primo Antonio Prevedello | 12 de abril | 16:45   |
| Defensores de Esquiú                   | 4 - 0     | Los Sureños            | Defensores de Esquiú     | 13 de abril | 16:30   |
| San Martín (El Bañado)                 | 0 - 0     | Coronel Daza           | Primo Antonio Prevedello | 13 de abril | 16:45   |
| Equipo libre: La Estación (Miraflores) |           |                        |                          |             |         |

| Fecha 5                            | Fecha 5   | Fecha 5                     | Fecha 5                  | Fecha 5     | Fecha 5   |
| Local                              | Resultado | Visita                      | Estadio                  | Fecha       | Hora      |
| ---------------------------------- | --------- | --------------------------- | ------------------------ | ----------- | --------- |
| Social Rojas                       | 1 - 1     | Los Sureños                 | Primo Antonio Prevedello | 19 de abril | 16:15     |
| Deportivo La Merced                | 1 - 2     | El Auténtico                | Diego Armando Maradona   | 20 de abril | 16:00     |
| Sportivo Villa Dolores             | 4 - 0     | Independiente (San Antonio) | Primo Antonio Prevedello | 20 de abril | 16:15     |
| Coronel Daza                       | 1 - 1     | Obreros de San Isidro       | Jorge César Vargas       | 20 de abril | 16:15     |
| La Estación (Miraflores)           | 0 - 1     | San Martín (El Bañado)      | Cancelado                | Cancelado   | Cancelado |
| Equipo libre: Defensores de Esquiú |           |                             |                          |             |           |

| Fecha 6                              | Fecha 6   | Fecha 6                  | Fecha 6                  | Fecha 6     | Fecha 6   |
| Local                                | Resultado | Visita                   | Estadio                  | Fecha       | Hora      |
| ------------------------------------ | --------- | ------------------------ | ------------------------ | ----------- | --------- |
| El Auténtico                         | 0 - 2     | Sportivo Villa Dolores   | Primo Antonio Prevedello | 26 de abril | 16:30     |
| Defensores de Esquiú                 | 0 - 0     | Social Rojas             | Defensores de Esquiú     | 27 de abril | 16:00     |
| Los Sureños                          | 1 - 0     | Deportivo La Merced      | Primo Antonio Prevedello | 27 de abril | 16:15     |
| Independiente (San Antonio)          | 0 - 2     | Coronel Daza             | Primo Antonio Prevedello | 28 de abril | 16:15     |
| Obreros de San Isidro                | 1 - 0     | La Estación (Miraflores) | Cancelado                | Cancelado   | Cancelado |
| Equipo libre: San Martín (El Bañado) |           |                          |                          |             |           |

| Fecha 7                             | Fecha 7   | Fecha 7                     | Fecha 7                  | Fecha 7   | Fecha 7   |
| Local                               | Resultado | Visita                      | Estadio                  | Fecha     | Hora      |
| ----------------------------------- | --------- | --------------------------- | ------------------------ | --------- | --------- |
| Sportivo Villa Dolores              | 3 - 2     | Los Sureños                 | Primo Antonio Prevedello | 3 de mayo | 16:00     |
| Coronel Daza                        | 1 - 1     | El Auténtico                | Jorge César Vargas       | 4 de mayo | 16:00     |
| Deportivo La Merced                 | 3 - 3     | Social Rojas                | Diego Armando Maradona   | 4 de mayo | 16:00     |
| San Martín (El Bañado)              | 1 - 1     | Defensores de Esquiú        | Primo Antonio Prevedello | 5 de mayo | 16:15     |
| La Estación (Miraflores)            | 0 - 1     | Independiente (San Antonio) | Cancelado                | Cancelado | Cancelado |
| Equipo libre: Obreros de San Isidro |           |                             |                          |           |           |

| Fecha 8                                   | Fecha 8   | Fecha 8                  | Fecha 8                  | Fecha 8    | Fecha 8   |
| Local                                     | Resultado | Visita                   | Estadio                  | Fecha      | Hora      |
| ----------------------------------------- | --------- | ------------------------ | ------------------------ | ---------- | --------- |
| Los Sureños                               | 1 - 4     | Coronel Daza             | Primo Antonio Prevedello | 10 de mayo | 14:30     |
| Social Rojas                              | 0 - 2     | Sportivo Villa Dolores   | Primo Antonio Prevedello | 10 de mayo | 16:30     |
| Defensores de Esquiú                      | 1 - 0     | Deportivo La Merced      | Defensores de Esquiú     | 11 de mayo | 16:30     |
| Obreros de San Isidro                     | 0 - 2     | San Martín (El Bañado)   | Primo Antonio Prevedello | 12 de mayo | 16:00     |
| El Auténtico                              | 1 - 0     | La Estación (Miraflores) | Cancelado                | Cancelado  | Cancelado |
| Equipo libre: Independiente (San Antonio) |           |                          |                          |            |           |

| Fecha 9                    | Fecha 9   | Fecha 9                     | Fecha 9                  | Fecha 9    | Fecha 9   |
| Local                      | Resultado | Visita                      | Estadio                  | Fecha      | Hora      |
| -------------------------- | --------- | --------------------------- | ------------------------ | ---------- | --------- |
| Sportivo Villa Dolores     | 1 - 2     | Deportivo La Merced         | Primo Antonio Prevedello | 17 de mayo | 14:15     |
| San Martín (El Bañado)     | 3 - 1     | Independiente (San Antonio) | Primo Antonio Prevedello | 17 de mayo | 16:15     |
| Obreros de San Isidro      | 1 - 1     | Defensores de Esquiú        | Primo Antonio Prevedello | 18 de mayo | 16:00     |
| Coronel Daza               | 1 - 1     | Social Rojas                | Jorge César Vargas       | 18 de mayo | 16:00     |
| La Estación (Miraflores)   | 0 - 1     | Los Sureños                 | Cancelado                | Cancelado  | Cancelado |
| Equipo libre: El Auténtico |           |                             |                          |            |           |

| Fecha 10                    | Fecha 10  | Fecha 10                 | Fecha 10                 | Fecha 10   | Fecha 10  |
| Local                       | Resultado | Visita                   | Estadio                  | Fecha      | Hora      |
| --------------------------- | --------- | ------------------------ | ------------------------ | ---------- | --------- |
| Sportivo Villa Dolores      | 2 - 1     | Defensores de Esquiú     | Primo Antonio Prevedello | 23 de mayo | 16:30     |
| Independiente (San Antonio) | 1 - 0     | Obreros de San Isidro    | Primo Antonio Prevedello | 24 de mayo | 14:30     |
| Deportivo La Merced         | 3 - 2     | Coronel Daza             | Diego Armando Maradona   | 25 de mayo | 16:00     |
| El Auténtico                | 0 - 0     | San Martín (El Bañado)   | Primo Antonio Prevedello | 26 de mayo | 16:15     |
| Social Rojas                | 1 - 0     | La Estación (Miraflores) | Cancelado                | Cancelado  | Cancelado |
| Equipo libre: Los Sureños   |           |                          |                          |            |           |

| Fecha 11                   | Fecha 11  | Fecha 11                    | Fecha 11                 | Fecha 11   | Fecha 11  |
| Local                      | Resultado | Visita                      | Estadio                  | Fecha      | Hora      |
| -------------------------- | --------- | --------------------------- | ------------------------ | ---------- | --------- |
| San Martín (El Bañado)     | 2 - 0     | Los Sureños                 | Primo Antonio Prevedello | 31 de mayo | 16:30     |
| Defensores de Esquiú       | 1 - 2     | Independiente (San Antonio) | Defensores de Esquiú     | 1 de junio | 16:00     |
| Coronel Daza               | 1 - 2     | Sportivo Villa Dolores      | Jorge César Vargas       | 1 de junio | 16:00     |
| Obreros de San Isidro      | 1 - 1     | El Auténtico                | Primo Antonio Prevedello | 2 de junio | 16:15     |
| La Estación (Miraflores)   | 0 - 1     | Deportivo La Merced         | Cancelado                | Cancelado  | Cancelado |
| Equipo libre: Social Rojas |           |                             |                          |            |           |

|  |

#### Segunda rueda
| Fecha 12                                                     | Fecha 12  | Fecha 12     | Fecha 12                 | Fecha 12   | Fecha 12 |
| Local                                                        | Resultado | Visita       | Estadio                  | Fecha      | Hora     |
| ------------------------------------------------------------ | --------- | ------------ | ------------------------ | ---------- | -------- |
| Obreros de San Isidro                                        | 1 - 1     | Los Sureños  | Primo Antonio Prevedello | 6 de junio | 16:30    |
| Independiente (San Antonio)                                  | 3 - 1     | El Auténtico | Primo Antonio Prevedello | 7 de junio | 16:30    |
| Defensores de Esquiú                                         | 0 - 2     | Coronel Daza | Defensores de Esquiú     | 8 de junio | 16:00    |
| San Martín (El Bañado)                                       | 2 - 1     | Social Rojas | Primo Antonio Prevedello | 8 de junio | 16:15    |
| Equipos libres: Deportivo La Merced y Sportivo Villa Dolores |           |              |                          |            |          |

| Fecha 13                                              | Fecha 13  | Fecha 13                    | Fecha 13                 | Fecha 13    | Fecha 13 |
| Local                                                 | Resultado | Visita                      | Estadio                  | Fecha       | Hora     |
| ----------------------------------------------------- | --------- | --------------------------- | ------------------------ | ----------- | -------- |
| Los Sureños                                           | 0 - 3     | Independiente (San Antonio) | Primo Antonio Prevedello | 21 de junio | 16:00    |
| Deportivo La Merced                                   | 2 - 3     | San Martín (El Bañado)      | Diego Armando Maradona   | 22 de junio | 15:30    |
| Social Rojas                                          | 1 - 0     | Obreros de San Isidro       | Primo Antonio Prevedello | 22 de junio | 16:15    |
| El Auténtico                                          | 1 - 0     | Defensores de Esquiú        | Primo Antonio Prevedello | 23 de junio | 16:15    |
| Equipos libres: Coronel Daza y Sportivo Villa Dolores |           |                             |                          |             |          |

| Fecha 14                                            | Fecha 14  | Fecha 14               | Fecha 14                 | Fecha 14    | Fecha 14 |
| Local                                               | Resultado | Visita                 | Estadio                  | Fecha       | Hora     |
| --------------------------------------------------- | --------- | ---------------------- | ------------------------ | ----------- | -------- |
| El Auténtico                                        | 1 - 0     | Los Sureños            | Jorge César Vargas       | 28 de junio | 16:15    |
| Independiente (San Antonio)                         | 1 - 2     | Social Rojas           | Primo Antonio Prevedello | 28 de junio | 16:15    |
| Obreros de San Isidro                               | 2 - 2     | Deportivo La Merced    | Primo Antonio Prevedello | 29 de junio | 16:15    |
| San Martín (El Bañado)                              | 0 - 1     | Sportivo Villa Dolores | Primo Antonio Prevedello | 30 de junio | 15:30    |
| Equipos libres: Coronel Daza y Defensores de Esquiú |           |                        |                          |             |          |

| Fecha 15               | Fecha 15  | Fecha 15                    | Fecha 15                 | Fecha 15   | Fecha 15 |
| Local                  | Resultado | Visita                      | Estadio                  | Fecha      | Hora     |
| ---------------------- | --------- | --------------------------- | ------------------------ | ---------- | -------- |
| Social Rojas           | 5 - 1     | El Auténtico                | Primo Antonio Prevedello | 5 de julio | 16:15    |
| Deportivo La Merced    | 3 - 3     | Independiente (San Antonio) | Diego Armando Maradona   | 6 de julio | 15:30    |
| Coronel Daza           | 0 - 1     | San Martín (El Bañado)      | Jorge César Vargas       | 6 de julio | 16:00    |
| Los Sureños            | 0 - 1     | Defensores de Esquiú        | Primo Antonio Prevedello | 6 de julio | 16:15    |
| Sportivo Villa Dolores | 2 - 2     | Obreros de San Isidro       | Primo Antonio Prevedello | 7 de julio | 16:15    |

| Fecha 16                                                      | Fecha 16  | Fecha 16               | Fecha 16                 | Fecha 16    | Fecha 16 |
| Local                                                         | Resultado | Visita                 | Estadio                  | Fecha       | Hora     |
| ------------------------------------------------------------- | --------- | ---------------------- | ------------------------ | ----------- | -------- |
| El Auténtico                                                  | 1 - 1     | Deportivo La Merced    | Primo Antonio Prevedello | 12 de julio | 14:15    |
| Obreros de San Isidro                                         | 0 - 1     | Coronel Daza           | Primo Antonio Prevedello | 12 de julio | 16:15    |
| Independiente (San Antonio)                                   | 0 - 3     | Sportivo Villa Dolores | Primo Antonio Prevedello | 13 de julio | 16:15    |
| Los Sureños                                                   | 0 - 3     | Social Rojas           | Primo Antonio Prevedello | 14 de julio | 16:15    |
| Equipos libres: Defensores de Esquiú y San Martín (El Bañado) |           |                        |                          |             |          |

| Fecha 17                                                       | Fecha 17  | Fecha 17                    | Fecha 17                 | Fecha 17    | Fecha 17 |
| Local                                                          | Resultado | Visita                      | Estadio                  | Fecha       | Hora     |
| -------------------------------------------------------------- | --------- | --------------------------- | ------------------------ | ----------- | -------- |
| Deportivo La Merced                                            | 3 - 1     | Los Sureños                 | Diego Armando Maradona   | 20 de julio | 15:30    |
| Coronel Daza                                                   | 0 - 0     | Independiente (San Antonio) | Jorge César Vargas       | 20 de julio | 15:30    |
| Sportivo Villa Dolores                                         | 1 - 0     | El Auténtico                | Primo Antonio Prevedello | 20 de julio | 16:15    |
| Social Rojas                                                   | 3 - 0     | Defensores de Esquiú        | Primo Antonio Prevedello | 21 de julio | 16:15    |
| Equipos libres: Obreros de San Isidro y San Martín (El Bañado) |           |                             |                          |             |          |

| Fecha 18                                                            | Fecha 18  | Fecha 18               | Fecha 18                 | Fecha 18    | Fecha 18 |
| Local                                                               | Resultado | Visita                 | Estadio                  | Fecha       | Hora     |
| ------------------------------------------------------------------- | --------- | ---------------------- | ------------------------ | ----------- | -------- |
| Social Rojas                                                        | 1 - 1     | Deportivo La Merced    | Primo Antonio Prevedello | 26 de julio | 16:15    |
| Defensores de Esquiú                                                | 1 - 1     | San Martín (El Bañado) | Defensores de Esquiú     | 27 de julio | 16:00    |
| El Auténtico                                                        | 2 - 2     | Coronel Daza           | Jorge César Vargas       | 27 de julio | 16:00    |
| Los Sureños                                                         | 0 - 4     | Sportivo Villa Dolores | Primo Antonio Prevedello | 28 de julio | 16:15    |
| Equipos libres: Independiente (San Antonio) y Obreros de San Isidro |           |                        |                          |             |          |

| Fecha 19                                                   | Fecha 19  | Fecha 19              | Fecha 19                 | Fecha 19    | Fecha 19 |
| Local                                                      | Resultado | Visita                | Estadio                  | Fecha       | Hora     |
| ---------------------------------------------------------- | --------- | --------------------- | ------------------------ | ----------- | -------- |
| Deportivo La Merced                                        | 1 - 2     | Defensores de Esquiú  | Diego Armando Maradona   | 3 de agosto | 15:30    |
| Coronel Daza                                               | 2 - 1     | Los Sureños           | Jorge César Vargas       | 3 de agosto | 16:00    |
| Sportivo Villa Dolores                                     | 2 - 0     | Social Rojas          | Primo Antonio Prevedello | 3 de agosto | 16:00    |
| San Martín (El Bañado)                                     | 1 - 1     | Obreros de San Isidro | Primo Antonio Prevedello | 4 de agosto | 16:00    |
| Equipos libres: El Auténtico e Independiente (San Antonio) |           |                       |                          |             |          |

| Fecha 20                                   | Fecha 20  | Fecha 20               | Fecha 20                 | Fecha 20     | Fecha 20 |
| Local                                      | Resultado | Visita                 | Estadio                  | Fecha        | Hora     |
| ------------------------------------------ | --------- | ---------------------- | ------------------------ | ------------ | -------- |
| Social Rojas                               | 0 - 1     | Coronel Daza           | Primo Antonio Prevedello | 9 de agosto  | 16:30    |
| Deportivo La Merced                        | 2 - 0     | Sportivo Villa Dolores | Diego Armando Maradona   | 10 de agosto | 15:30    |
| Defensores de Esquiú                       | 1 - 0     | Obreros de San Isidro  | Defensores de Esquiú     | 10 de agosto | 16:00    |
| Independiente (San Antonio)                | 2 - 4     | San Martín (El Bañado) | Primo Antonio Prevedello | 11 de agosto | 16:00    |
| Equipos libres: El Auténtico y Los Sureños |           |                        |                          |              |          |

| Fecha 21                                   | Fecha 21  | Fecha 21                    | Fecha 21                 | Fecha 21     | Fecha 21 |
| Local                                      | Resultado | Visita                      | Estadio                  | Fecha        | Hora     |
| ------------------------------------------ | --------- | --------------------------- | ------------------------ | ------------ | -------- |
| Coronel Daza                               | 1 - 4     | Deportivo La Merced         | Jorge César Vargas       | 24 de agosto | 16:00    |
| Defensores de Esquiú                       | 3 - 2     | Sportivo Villa Dolores      | Defensores de Esquiú     | 24 de agosto | 16:15    |
| San Martín (El Bañado)                     | 2 - 0     | El Auténtico                | Primo Antonio Prevedello | 24 de agosto | 16:15    |
| Obreros de San Isidro                      | 2 - 3     | Independiente (San Antonio) | Primo Antonio Prevedello | 25 de agosto | 16:15    |
| Equipos libres: Los Sureños y Social Rojas |           |                             |                          |              |          |

| Fecha 22                                           | Fecha 22  | Fecha 22               | Fecha 22                 | Fecha 22        | Fecha 22 |
| Local                                              | Resultado | Visita                 | Estadio                  | Fecha           | Hora     |
| -------------------------------------------------- | --------- | ---------------------- | ------------------------ | --------------- | -------- |
| Independiente (San Antonio)                        | 0 - 1     | Defensores de Esquiú   | Primo Antonio Prevedello | 31 de agosto    | 16:15    |
| El Auténtico                                       | 1 - 1     | Obreros de San Isidro  | Jorge César Vargas       | 31 de agosto    | 16:15    |
| Los Sureños                                        | 0 - 2     | San Martín (El Bañado) | Jorge César Vargas       | 1 de septiembre | 16:15    |
| Sportivo Villa Dolores                             | 2 - 1     | Coronel Daza           | Primo Antonio Prevedello | 1 de septiembre | 16:15    |
| Equipos libres: Deportivo La Merced y Social Rojas |           |                        |                          |                 |          |

| 1. 2. 3. |

|                                          |
| Club Sportivo Villa Dolores              |
| Campeón Torneo Anual Clasificatorio 2024 |

## Petit Torneo
El Petit Torneo se jugará a un solo partido con el sistema de eliminación directa, en el cual participarán 4 equipos, los cuatro equipos mejores ubicados luego del campeón del Anual. El ganador de la Final se adjudicará la segunda plaza al Torneo Regional Federal Amateur 2024-25.

### Cuadro de desarrollo
|  | Semifinales           | Semifinales            | Semifinales           |                     |   | Final                  | Final            | Final            |  |
|  | 14 y 15 de septiembre | 14 y 15 de septiembre  | 14 y 15 de septiembre |                     |   | 28 de septiembre       | 28 de septiembre | 28 de septiembre |  |
|  |                       |                        |                       |                     |   |                        |                  |                  |  |
|  |                       |                        |                       |                     |   |                        |                  |                  |  |
|  | 2                     | San Martín (El Bañado) | 3                     |                     |   |                        |                  |                  |  |
|  | 2                     | San Martín (El Bañado) | 3                     |                     |   |                        |                  |                  |  |
|  | 5                     | Social Rojas           | 0                     |                     |   |                        |                  |                  |  |
|  | 5                     | Social Rojas           | 0                     |                     | 2 | San Martín (El Bañado) | 2                |                  |  |
|  |                       |                        |                       |                     | 2 | San Martín (El Bañado) | 2                |                  |  |
|  |                       |                        | 4                     | Deportivo La Merced | 1 |                        |                  |                  |  |
|  | 3                     | Defensores de Esquiú   | 4                     | Deportivo La Merced | 1 | 2 (4)                  |                  |                  |  |
|  | 3                     | Defensores de Esquiú   |                       |                     |   | 2 (4)                  |                  |                  |  |
|  | 4                     | Deportivo La Merced    | 2 (5)                 |                     |   |                        |                  |                  |  |
|  | 4                     | Deportivo La Merced    | 2 (5)                 |                     |   |                        |                  |                  |  |
|  |                       |                        |                       |                     |   |                        |                  |                  |  |

Nota: En caso de igualar en los 90' de juego, se definirá mediante tiros desde el punto penal.

### Semifinales
| 15 de septiembre, 17:00 | San Martín (El Bañado)                         | 3 - 0   | Social Rojas | Primo Antonio Prevedello, San Isidro |                           |
|                         | Adrián Bustamante 14' · Miguel Vergara 34' 40' | Reporte |              | Árbitro(s): Walter Agüero            | Árbitro(s): Walter Agüero |

| 14 de septiembre, 17:00 | Defensores de Esquiú                                                                         | 2 - 2 (4:5 p.)             | Deportivo La Merced                                                                               | Primo Antonio Prevedello, San Isidro |                          |
|                         | Dylan Morel 50' · José Ríos 57'                                                              | Reporte                    | 64' Enzo Rivera · 81' (pen.) Tiago Roldán                                                         | Árbitro(s): Juan Pereyra             | Árbitro(s): Juan Pereyra |
|                         |                                                                                              | Tiros desde el punto penal |                                                                                                   |                                      |                          |
|                         | Alexis Vega · Gastón Vega · Dylan Morel · Erick Martínez Acosta · Aldo Ibáñez · Román Moreno |                            | David Romero · Franco Barros · Kevin González · Tiago Roldán · Arnaldo Acosta · Francisco Coronel |                                      |                          |

### Final
| 28 de septiembre, 19:30                                                                                 | San Martín (El Bañado)                    | 2 - 1   | Deportivo La Merced | Estadio Bicentenario, Catamarca |                         |
| | Ramiro Sánchez 2' · Rodrigo Santillán 84' | Reporte | 35' Jonathan Rivera | Árbitro(s): Carlos Díaz         | Árbitro(s): Carlos Díaz |
| San Martín se consagró campeón del Petit Torneo y clasificó al Torneo Regional Federal Amateur 2024-25. |                                           |         |                     |                                 |                         |

## Estadísticas

### Goleadores
| Jugador                                | Equipo                 | Goles |
| -------------------------------------- | ---------------------- | ----- |
| Sergio Lencina                         | Deportivo La Merced    | 13    |
| Matías Ahumada Acuña                   | Sportivo Villa Dolores | 11    |
| Thiago Roldán                          | Deportivo La Merced    | 10    |
| Actualizado al 1 de septiembre de 2024 |                        |       |

| Adrián Bustamante        | San Martín (El Bañado)      | 9 |
| Fernando Flores          | Sportivo Villa Dolores      | 8 |
| Joaquín Ortega           | Coronel Daza                | 7 |
| Nicolás Bustamante       | Sportivo Villa Dolores      | 7 |
| Jeremías Bustamante      | El Auténtico                | 6 |
| William Miranda          | Los Sureños                 | 6 |
| Juan Novillo             | Coronel Daza                | 5 |
| Maximiliano Mena         | Social Rojas                | 5 |
| Alfredo Franchino        | Obreros de San Isidro       | 4 |
| Facundo Chasampi         | Independiente (San Antonio) | 4 |
| Gabriel Ibáñez           | Social Rojas                | 4 |
| Luis Romano              | El Auténtico                | 4 |
| Alexis Vega              | Defensores de Esquiú        | 3 |
| Carlos Darío Rojo        | Sportivo Villa Dolores      | 3 |
| Facundo Bazán            | Independiente (San Antonio) | 3 |
| Francisco Coronel        | Deportivo La Merced         | 3 |
| Franco Carreño           | Coronel Daza                | 3 |
| Gastón Vega              | Defensores de Esquiú        | 3 |
| Hoel Ibáñez              | Coronel Daza                | 3 |
| Juan Carlos Salcedo      | Obreros de San Isidro       | 3 |
| Juan Silva               | Independiente (San Antonio) | 3 |
| Lautaro Brizuela Silva   | Social Rojas                | 3 |
| Miguel Ángel Vergara     | San Martín (El Bañado)      | 3 |
| Nelson Olivera           | Obreros de San Isidro       | 3 |
| Alejandro Silva          | Social Rojas                | 2 |
| Arnaldo Acosta           | Deportivo La Merced         | 2 |
| Cristian Luján           | El Auténtico                | 2 |
| Diego Ledesma            | Social Rojas                | 2 |
| Dylan Morel              | Defensores de Esquiú        | 2 |
| Erick Martínez Acosta    | Defensores de Esquiú        | 2 |
| Ezequiel Juárez Espinoza | San Martín (El Bañado)      | 2 |
| Facundo Torres           | Obreros de San Isidro       | 2 |
| Gabriel Rodríguez        | Social Rojas                | 2 |
| Hugo Martínez            | San Martín (El Bañado)      | 2 |
| Jonathan Rivera          | Deportivo La Merced         | 2 |
| Luciano Castro           | Defensores de Esquiú        | 2 |
| Luis Elizalde            | Independiente (San Antonio) | 2 |
| Maximiliano Arreguez     | Los Sureños                 | 2 |
| Maximiliano Artero       | Sportivo Villa Dolores      | 2 |
| Mayco Ibáñez             | Defensores de Esquiú        | 2 |
| Nicolás Codigoni Díaz    | San Martín (El Bañado)      | 2 |
| Pablo Aredes Figueroa    | San Martín (El Bañado)      | 2 |
| Ramiro Sánchez           | San Martín (El Bañado)      | 2 |
| René Romero              | Independiente (San Antonio) | 2 |
| Roberto Saquilán         | Sportivo Villa Dolores      | 2 |
| Tiago Cardozo            | El Auténtico                | 2 |
| Tomás Reinoso            | San Martín (El Bañado)      | 2 |
| Airton Acevedo           | Deportivo La Merced         | 1 |
| Alejandro Moreno         | Defensores de Esquiú        | 1 |
| Alexis Soria             | El Auténtico                | 1 |
| Andrés Arroyo            | Defensores de Esquiú        | 1 |
| Ángel Ibáñez             | Social Rojas                | 1 |
| Armando Quiroga          | Coronel Daza                | 1 |
| Axel Sosa                | El Auténtico                | 1 |
| Brian Acosta             | La Estación (Miraflores)    | 1 |
| Brian Cano               | Obreros de San Isidro       | 1 |
| César Guanco             | Obreros de San Isidro       | 1 |
| Cristian Herrera         | Coronel Daza                | 1 |
| Cristian Melo            | San Martín (El Bañado)      | 1 |
| Daniel Molina            | Social Rojas                | 1 |
| David Avellaneda         | Obreros de San Isidro       | 1 |
| David Romero             | Deportivo La Merced         | 1 |
| Darío de La Vega         | Coronel Daza                | 1 |
| Enrique Moreira          | Sportivo Villa Dolores      | 1 |
| Enzo Rivera              | Deportivo La Merced         | 1 |
| Enzo Segura              | San Martín (El Bañado)      | 1 |
| Enzo Varela              | Los Sureños                 | 1 |
| Facundo Carrizo          | Deportivo La Merced         | 1 |
| Facundo Vega             | San Martín (El Bañado)      | 1 |
| Facundo Ybarra           | Independiente (San Antonio) | 1 |
| Francisco Salcedo        | Social Rojas                | 1 |
| Franco Agüero            | Independiente (San Antonio) | 1 |
| Franco Ibáñez            | Defensores de Esquiú        | 1 |
| Gabriel Aldeco           | Social Rojas                | 1 |
| Gabriel Carreño          | Defensores de Esquiú        | 1 |
| Gastón Luján             | El Auténtico                | 1 |
| Germán Hernández         | Sportivo Villa Dolores      | 1 |
| Héctor Vargas            | Social Rojas                | 1 |
| Jonathan Barrientos      | Sportivo Villa Dolores      | 1 |
| Jonathan Ochoa           | La Estación (Miraflores)    | 1 |
| Jorge Soria              | El Auténtico                | 1 |
| José Juárez              | Coronel Daza                | 1 |
| José Segura              | Independiente (San Antonio) | 1 |
| Kevin Córdoba            | Defensores de Esquiú        | 1 |
| Kevin Medina             | Independiente (San Antonio) | 1 |
| Kevin Villafañez         | Defensores de Esquiú        | 1 |
| Lautaro Seco             | Sportivo Villa Dolores      | 1 |
| Lucas Valdez             | Independiente (San Antonio) | 1 |
| Marcelo Cárdenez         | Deportivo La Merced         | 1 |
| Mario Vega               | Coronel Daza                | 1 |
| Mauro Velázquez          | Independiente (San Antonio) | 1 |
| Misael Sosa              | Independiente (San Antonio) | 1 |
| Nazareno Ríos Varela     | San Martín (El Bañado)      | 1 |
| Nicolás Olivera          | Los Sureños                 | 1 |
| Octavio Cabrera          | San Martín (El Bañado)      | 1 |
| Óscar Pérez              | Social Rojas                | 1 |
| Pablo Agüero             | Independiente (San Antonio) | 1 |
| Santiago Chazarreta      | Sportivo Villa Dolores      | 1 |
| Santiago Torres          | Obreros de San Isidro       | 1 |
| Sergio Acosta            | San Martín (El Bañado)      | 1 |
| Tiago Gordillo           | El Auténtico                | 1 |
| Ulises Ciarez            | Obreros de San Isidro       | 1 |
| Walter Alexander Pacheco | Sportivo Villa Dolores      | 1 |
| Walter Vega              | Defensores de Esquiú        | 1 |
| William Ramírez          | Coronel Daza                | 1 |

### Autogoles
| Jugador              | Equipo      | Anot. | Jornada  | Rival |
| -------------------- | ----------- | ----- | -------- | ----- |
| Maximiliano Arreguez | Los Sureños | 1     | Fecha 12 | OSI   |